# Чокеуанка, Давид
Давид Чокеуанка (исп. David Choquehuanca; род. 7 мая 1961, Уарина, Ла-Пас, Боливия) — боливийский государственный и политический деятель. Занимал должность министра иностранных дел Боливии с 23 января 2006 по 23 января 2017 года. В марте 2017 года был назначен генеральным секретарём альянса АЛБА и занимал эту должность до ноября 2019 года. 19 января 2020 года был назначен кандидатом в вице-президенты от Движения к социализму на всеобщих выборах в Боливии и был избран 18 октября 2020 года. С 8 ноября 2020 года является вице-президентом страны.

## Биография
Родился в Кота-Кота-Баха, небольшой деревне на берегу озера Титикака недалеко от Уарины в департаменте Ла-Пас в Боливии. Аймара — его родной язык, а примерно в 7 лет выучил испанский. В 1971 году переехал в соседний город Уарина, где получил среднее образование. В 1980 году получил степень бакалавра в колледже имени Хосе Мигеля Лансы.
В 1984 году впервые встретил будущего президента страны Эво Моралеса на съезде профсоюзов. В 1990 году получил степень магистра истории и антропологии в Высшем университете Сан-Андрес в Ла-Пасе. В период с 2001 по 2002 год получил высшее образование в области прав коренных народов в Кордильерском университете.
По происхождению аймара, является активистом движения коренных народов и крестьян. Начиная с 1980-х годов поддерживал Объединённую синдикальную конфедерацию сельских рабочих Боливии посредством различных политических акций, тренингов и конгрессов. С 1998 по 2005 год работал национальным координатором Programa Nina («огонь» на языке аймара), консорциума неправительственных организаций, который проводит обучение лидеров сельских движений.
Как министр иностранных дел считался одним из самых влиятельных министров Эво Моралеса в то время. Он и Луис Арсе (министр экономики и финансов), были единственными людьми, занимавшими свои посты в правительстве более десяти лет во время президентства Эво Моралеса. Наблюдатели описали Давида Чокеуанка как лидера индейской фракции в кабинете министров, противостоящего прагматическому развитию Луиса Арсе и вице-президента Альваро Гарсиа Линеры.
Дважды посетил Великий национальный марш коренных народов от имени правительства страны. 14 и 15 сентября 2011 года передал сообщение о том, что «мы не можем изменить то, что уже решил президент», в начале долгого, но безрезультатного диалога с лидерами Конфедерации коренных народов Боливии и Subcentral TIPNIS. С 15 сентября 2011 года продвижение марша было заблокировано толпой из примерно 200 членов лагеря и профсоюза колонизаторов на мосту Сан-Лоренцо в Юкумо. В промежутке между двумя акциями протеста полиция установила собственную блокаду, препятствуя продвижению марша.
Утром 24 сентября 2012 года снова прибыл на марш коренных народов, но вновь переговоры с руководством марша оказались безрезультатными. Группа демонстрантов схватила Давида Чокеуанку и повела его маршем по шоссе, пытаясь обойти полицейскую блокаду. У полицейской блокады случилось непродолжительное противостояние, но демонстрантам удалось перейти линию полиции. Несколько правительственных чиновников, в том числе министр внутренних дел Саша Льоренти и министр институциональной прозрачности и борьбы с коррупцией Нарди Суксо, заявили, что это было «похищение», но Давид Чокеуанка упорно отказывался называть это таковым, говоря, что «сестры и товарищи схватили меня и наверняка они думали, что пройдут это полицейское окружение вместе со мной, не оскорбляли и не обращались жестоко, но да, они заставили меня идти пешком». Его показания по этому поводу от 21 ноября 2011 года были даны в прокуратуре Ла-Паса. В феврале 2012 года прокуратура вызвала в суд двадцать шесть лидеров движения коренных народов и их союзников для дачи показаний в рамках расследования инцидента как предполагаемого убийства. Бывший омбудсмен по правам человека Вальдо Альбаррасин назвал обвинения в похищении людей и покушении на убийство необоснованными.
После политического кризиса в Боливии в 2019 году, когда президент Эво Моралес и его правительство ушли в отставку, исполняющая обязанности президента Жанин Аньес назначила новые выборы. 19 января 2020 года Эво Моралес объявил, что после восьмичасовых встреч в Аргентине Луис Арсе и бывший министр иностранных дел Давид Чокеуанка были выбраны кандидатами от Движения к социализму на выборах 2020 года. Президентские выборы, первоначально запланированные на 3 мая, дважды откладывались из-за пандемии COVID-19 и перенесены на октябрь 2020 года.
19 октября 2020 года Давид Чокеуанка и Луис Арсе были объявлены победителями на выборах исполняющей обязанности президента Жанин Аньес, а 28 октября 2020 года они были утверждены победителями Верховным избирательным трибуналом.
Инаугурация Давида Чокеуанки и Луиса Арсе состоялась 8 ноября 2020 года. На присяге Давид Чокеуанка произнёс примирительную речь и подчеркнул баланс между левыми и правыми. 13 декабря 2020 года президент Луис Арсе, который в 2017 году ездил в Бразилию, чтобы пройти операцию из-за рака почки, объявил, что поедет в Бразилию для прохождения планового медицинского осмотра. Давид Чокеуанка был назначен исполняющим обязанности президента на три дня до 15 декабря 2020 года.

## Награды
- Медаль Восточной Республики Уругвай (2006 год).
- Большой крест ордена Солнца Перу (2010 год).